# Johanneskirche (Iserlohn)

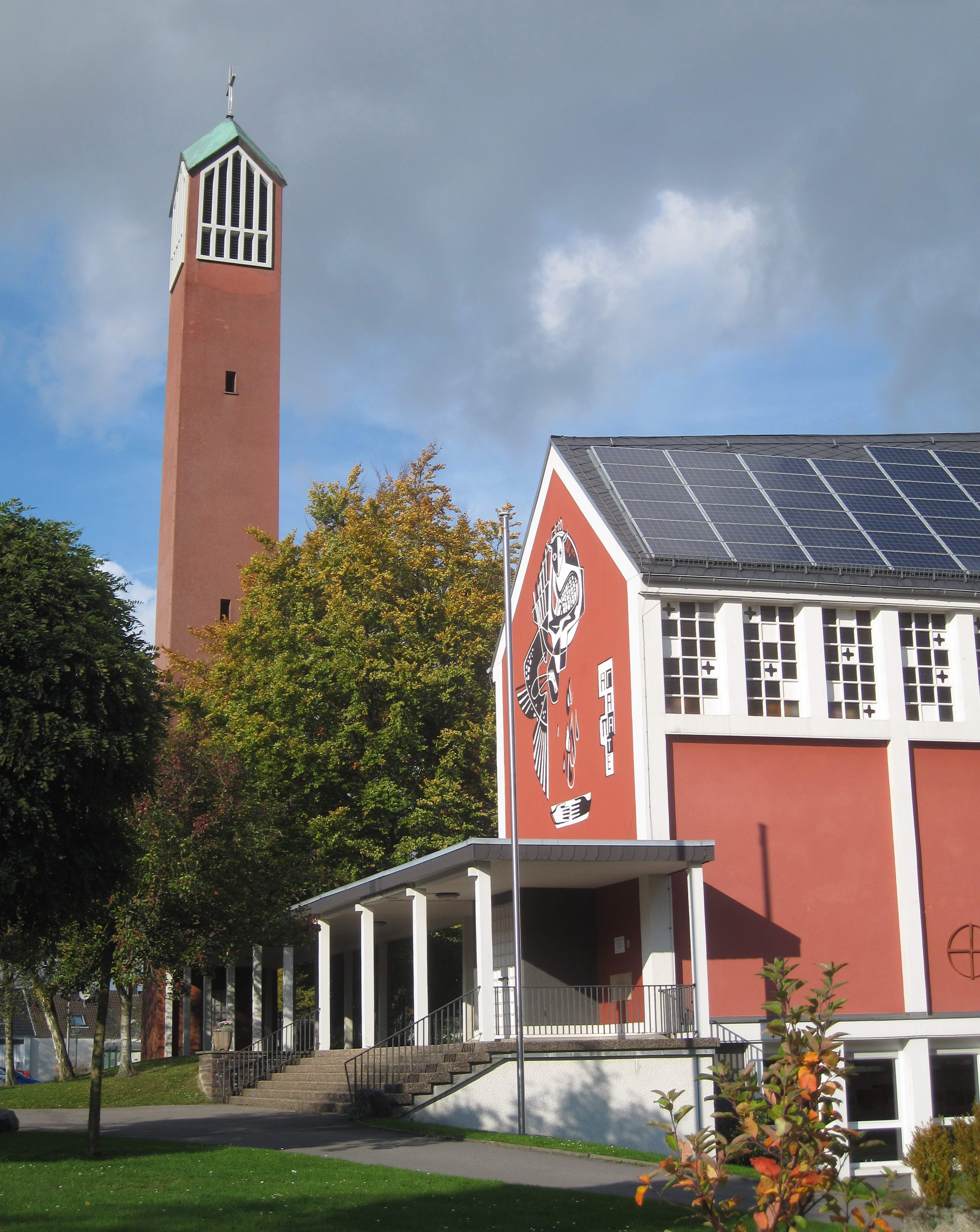
Johanneskirche

Die evangelische Johanneskirche ist ein unter Denkmalschutz stehendes Kirchengebäude im Ortsteil Nußberg der Stadt Iserlohn im Märkischen Kreis.
Am 26. September 1959 wurde der Grundstein für den Bau der Kirche gelegt. Die Weihe fand am 6. November 1960 statt. Die Eintragung in die Liste der Baudenkmäler der Stadt Iserlohn erfolgte 2017 unter Nummer 246.
Die Johanneskirche wurde nach Plänen des Iserlohner Architekten Ernst Dossmann errichtet. Das Hauptgebäude ist eine Stahlbetonkonstruktion mit Ausfachung durch Hochlochziegelmauerwerk.
Das Bauwerk hat einen kreuzförmigen Grundriss. Die Giebelseiten sind fensterlos. Die Wände des Langschiffes und die östlichen Seiten des Querschiffes sind im oberen Bereich in Betonglastechnik mit Längsstreben versehen. Die westlichen Seitenwände des Querschiffes sind komplett in Betonglastechnik mit jeweils drei Längsstreben und einer Querstrebe erbaut.
Das Satteldach des Gebäudes ist zum Mittelpunkt des Längs- und Querschiffes hin erhöht.
Unter dem großen Kirchenraum befindet sich ein Untergeschoss mit mehreren Gemeinderäumen. Über eine Treppe am Westgiebel gelangt man in die Kirche und in einen Laubengang, der zum Glockenturm führt.
Der getrennt stehende Glockenturm wurde als schlanker Campanile mit einem rhombischen Pyramidendach in Betonrahmenbauweise errichtet.
Er ist 40 Meter hoch und beherbergt drei Bronzeglocken, die in der Glockengießerei Petit & Gebr. Edelbrock gegossen wurden und in g', b' und c'' erklingen.
Ein Sgraffito von Edith Prutz-Gueth (* 15. Juni 1928 in Unna; † 8. März 2008) aus Schwerte mit symbolischen Hinweisen auf Johannes den Täufer und Johannes den Evangelisten befindet sich über dem Laubengang am Westgiebel.
Auf dem kreuzförmigen Satteldach des Kirchengebäudes wurde über dem Langhaus eine Photovoltaikanlage angebracht.
Der Kirchenraum, in dem 450 Personen Platz finden, ist schlicht gehalten. Der Chorraum wurde sehr groß bemessen. In ihm findet ein ganzes Orchester Platz. Um dem Kircheninneren Wärme zu verleihen wurden die Bänke, der Altar, das Taufbecken und die Kanzel aus Redwoodholz (Mammutbaum) gefertigt. Die innere Abdeckung der Satteldachkonstruktion erfolgte ebenfalls aus Holz und verleiht dem Raum eine gute Akustik.
Die im rechten Seitenschiff über Eck gebaute Orgel aus der Göttinger Orgelbauwerkstatt Ott ragt knapp in den Chorraum hinein. Sie hat 18 Register und 1.250 Pfeifen. Die kleinste Orgelpfeife misst 10 Millimeter, die größte 2,70 Meter.